# Wapen van Roemenië

Wapen van Roemenië

Het huidige wapen van Roemenië (Roemeens: Stema României) werd op 10 september 1992 goedgekeurd door het Roemeense parlement. Het is gebaseerd op het wapen dat het Koninkrijk Roemenië tussen 1922 en 1947 in gebruik had en dat in 1921 werd ontworpen door de heraldikus József Sebestyén. Het wapen laat een adelaar zien met een kruis in zijn bek en met een scepter en zwaard in zijn klauwen. Ook zijn de drie kleuren van de Roemeense vlag in het wapen te zien: blauw, geel en rood. Het schild in het midden van het wapen is verdeeld in vijf delen. Elk deel staat voor één historische regio:
1. gouden adelaar - Walachije (Valahia of Țara Românească)
2. oeros - Moldavië (Moldova)
3. dolfijnen - Dobroedzja (Dobrogea)
4. een zwarte adelaar, zeven kastelen, een zon en een maan - Transsylvanië (Transilvania of Ardeal)
5. een leeuw en een brug - Oltenië (Oltenia) en Banaat (Banat)

Meteen na de Roemeense Revolutie van 1989 wilde Roemenië een nieuwe vlag en een nieuw wapen invoeren. Een van de symbolen van de revolutie was de vlag met een gat in het midden, waar het communistische wapen uitgeknipt was. De commissie zette een ontwerpwedstrijd op. Het parlement koos er twee ontwerpen uit die uiteindelijk werden gecombineerd. De combinatie, het huidige wapen, werd goedgekeurd door de twee kamers in het parlement op 10 september 1992.
Het centrale element in het Roemeense wapen is de adelaar met zijn kruis. Traditioneel, verschijnt de adelaar in het wapen van het district Argeș, van de stad Pitești en van de stad Curtea de Argeș. Het staat voor het “nest van de Bessarabiërs”. De adelaar, het symbool van latiniteit en van een heraldische vogel van de eerste rang, symboliseert moed, bepaling, het stijgen naar grote hoogten, macht en pracht. In het wapen van Transsylvanië is de adelaar ook te vinden.
De achtergrond is azuurblauw en symboliseert de hemellucht. De adelaar houdt in zijn klauwen de insignes van soevereiniteit: een scepter en een zwaard, een scepter vanwege Michaël de Dappere die de drie vorstendommen voor het eerst verenigd had (1601), en een zwaard vanwege Ștefan cel Mare (Stefan de Grote), ook wel Kampioen van Christus, een heerser van Moldavië (1456-1504). Op de borst van de adelaar is er een schild met de symbolen van de historische regio's van Roemenië (Walachije, Moldavië, Transsylvanië, Banaat en Crișana) maar ook de twee dolfijnen van de Roemeense zeekust.

## Historische wapens

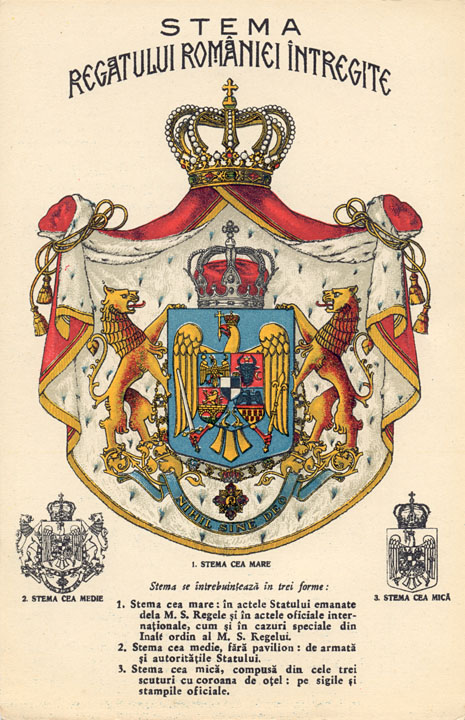
Het Koninklijke wapen (1921 - 1947)
Het Communistische wapen (1965 - 1989)